# François Legrand
François Legrand (Grenoble, 26 marzo 1970) è un arrampicatore francese.
Ha praticato le competizioni di difficoltà e l'arrampicata in falesia.
È stato il primo vero dominatore della Coppa del mondo lead di arrampicata, vincendone cinque edizioni di cui quattro consecutive.

## Biografia
Figlio di una guida alpina ha incominciato ad andare in montagna e arrampicare fin da piccolo. Per realizzare la sua passione (i genitori preferivano vederlo guida piuttosto che arrampicatore) a diciotto anni ha lasciato casa e si è rifugiato per qualche mese in una grotta a Buoux. Nel 1988 ha iniziato a gareggiare a livello nazionale e nel 1990 si è trasferito ad Aix-en-Provence dove ha affittato un appartamento a insieme a Yuji Hirayama.
Nel 1990 ha vinto la sua prima Coppa del mondo lead di arrampicata, a cui ne sono seguite altre tre consecutive nel 1991, 1992 e 1993. Nel 1997 ne ha vinta una quinta, divenendo il maggiore vincitore di sempre di questo trofeo.  Come numero di Coppe conquistate è seguito dal francese Alexandre Chabot con tre trofei. Negli stessi anni ha vinto la medaglia d'oro al Campionato del mondo di arrampicata per tre edizioni consecutive: nel 1991 a Francoforte sul Meno, nel 1993 a Innsbruck e nel 1995 a Ginevra. È stato anche assoluto protagonista del Rock Master, competizione che nell'arco di dieci anni lo ha visto quattro volte primo, due volte secondo e tre volte terzo.
Si è ritirato dalle competizioni nel 2003 e da allora si dedica all'arrampicata in falesia, alle conferenze, esibizioni e corsi d'arrampicata.
Dal 2009 è l'allenatore della nazionale giovanile francese di arrampicata, insieme a Rémi Samyn.

## Palmarès

### Coppa del mondo
|      | 1990 | 1991 | 1992 | 1993 | 1994 | 1995 | 1996 | 1997 | 1998 | 1999 | 2000 | 2001 | 2002 | 2003 |
| ---- | ---- | ---- | ---- | ---- | ---- | ---- | ---- | ---- | ---- | ---- | ---- | ---- | ---- | ---- |
| Lead | 1    | 1    | 1    | 1    | 2    | 2    | 5    | 1    | 5    | 2    | 8    | 16   | -    | 20   |

### Campionato del mondo
|      | 1991 | 1993 | 1995 | 1997 | 1999 | 2001 | 2003 |
| ---- | ---- | ---- | ---- | ---- | ---- | ---- | ---- |
| Lead | 1    | 1    | 1    | 3    | 11   | 20   | 45   |

## Statistiche

### Podi in Coppa del mondo lead
| Stagione | 1º | 2º | 3º | Podi totali |
| -------- | -- | -- | -- | ----------- |
| 1990     | 2  | 2  | 1  | 5           |
| 1991     | 3  | 1  |    | 4           |
| 1992     | 3  |    |    | 3           |
| 1993     | 4  | 1  |    | 5           |
| 1994     | 2  | 1  |    | 3           |
| 1995     | 1  | 1  | 1  | 3           |
| 1996     |    |    |    |             |
| 1997     | 1  | 2  |    | 3           |
| 1998     |    | 1  |    | 1           |
| 1999     | 1  |    |    | 1           |
| 2000     |    | 1  |    | 1           |
| 2001     |    | 1  |    | 1           |
| 2002     |    |    |    |             |
| 2003     |    |    | 1  | 1           |
| Totale   | 17 | 11 | 3  | 31          |

## Falesia

### Lavorato
- 9a/5.14d:
  - Robi in the Sky - Calanques (FRA) - 2000 - Prima salita, la sua via più difficile[3]
- 8c+/5.14c:
  - Necessary Evil - Virgin River Gorge (USA) - 2002 - Quinta salita della via di Chris Sharma del 1997[4]
  - Getto Booty - Mount Charleston (USA) - 2000 - Prima salita[5]
  - Hasta La Vista - Mount Charleston (USA)
  - Le Bronx - Orgon (FRA)
  - La Connexion - Orgon (FRA)
  - Reini's Vibe - Massone (ITA)
  - Claudio Cafè - Terra Promessa (ITA)
- 8c/5.14b:
  - Le Plafond - Volx (FRA) - il suo primo 8c
  - Maginot Line - Volx (FRA)
  - Macumba Club - Orgon (FRA)
  - Injustice - Orgon (FRA)
  - U.F.O. - Calanques (FRA)
  - Pterodactile - Tolone (FRA)
  - Moutchiki - Luberon (FRA)
  - Facile - Mount Charleston (USA)

### A vista
Ha salito diversi 8b a vista.